# Баверель, Флоранс
Флора́нс Бавере́ль (фр. Florence Baverel; род. 24 мая 1974, Понтарлье, Франш-Конте) — французская биатлонистка, олимпийская чемпионка в спринте.

## Биография
Флоранс Баверель родилась в горной местности и с детства увлекалась лыжами, окончила специализированную спортивную школу. Карьеру профессиональной биатлонистки Баверель начала в 1994 году когда ей было уже 20 лет, тогда  французская женская биатлонная команда считалась сильнейшей в мире. Дебютировала Флоранс очень успешно: в сезоне 1994/95 заняла седьмое место в общем зачёте Кубка мира, завоевала первую свою медаль чемпионата мира. Следующий сезон приносит биатлонистке не меньше успеха. Всё предвещало то, что Баверель станет сильнейшей биатлонисткой. Однако травма ноги в 1997 году не позволили этим надеждам осуществиться (позднее были ещё травмы, например, в 2001 году). Только к 1999 году Флоранс восстанавливает свои силы и выигрывает бронзовую медаль чемпионата мира. Относительно ровно Баверель выступала до сезона 2003/2004, когда у неё родился ребёнок. Затем был небольшой спад, но с 2005 года Флоранс вновь выходит на лидирующие позиции в мировом биатлоне. В сезоне  2006/2007 году она завершила биатлонную карьеру. Была замужем за французским биатлонистом Жульеном Робером.

## Кубок мира
- 1997/98 — 10-е место (181 очко)
- 1999/00 — 18-е место (184 очка)
- 2000/01 — 26-е место (231 очко)
- 2001/02 — 9-е место (454 очка)
- 2002/03 — 30-е место (147 очков)
- 2004/05 — 20-е место (366 очков)
- 2005/06 — 10-е место (476 очков)
- 2006/07 — 4-е место (735 очков)